# Парфений (Чертков)
Архиепископ Парфений (в миру Павел Васильевич Васильев-Чертков; 10 августа 1782, Москва — 5 августа 1853, Воронеж) — епископ Русской православной церкви, архиепископ Воронежский и Задонский, ранее Владимирский и Суздальский.

## Биография
Павел Васильев-Чертков родился 10 августа 1782 году в городе Москве в многодетной семье диакона. Был четвертым ребенком в семье. Отец его служил в храме Иоанна Предтечи на Лубянке.
С 1790 года обучался в Московской Славяно-греко-латинской академии под руководством Победоносцева Петра Васильевича. Васильевым именовался по роду, а Чертковым потому, что состоял на иждивении помещика Черткова. В период обучения показывал успехи в изучении поэзии, риторики, всеобщей истории, философии, богословии, языков (греческий, французский, немецкий). В 1803 году по окончании курса академии оставлен в ней преподавателем класса грамматики, а 20 декабря 1805 года переведен на должность преподавателя поэзии и катехизиса. 4 сентября 1808 года переведен на должность преподавателя риторики и красноречия.
10 октября 1810 года пострижен в монашество в Заиконоспасском монастыре в честь Парфения Лампсакийского и определён 30 октября 1810 года проповедником академии с сохранением преподавательских должностей в ней.
11 июля 1811 года, указом Священного Синода, удостоен звания соборного иеромонаха Донского монастыря, а 23 октября 1811 года назначен префектом Московской академии и 25 ноября 1811 года назначен преподавателем философии в академии, по указу Синода.
17 декабря 1811 года возведён в сан архимандрита Московского Крестовоздвиженского монастыря.
С 24 октября 1813 по 11 августа 1814 года настоятель Знаменского монастыря в Москве.
С 1814 года — ректор Вифанской семинарии и профессор богословских наук, настоятель Лужецкого монастыря.
С 30 июля 1817 года — ректор Московской духовной семинарии и профессор богословских наук.
С 21 сентября 1817 года — настоятель Заиконоспасского монастыря.
В 1818 году избран членом конференции Московской духовной академии.
С 17 июня 1819 года — настоятель Донского монастыря и второй член Московской Синодальной конторы.
В июле 1821 года определением Святейшего синода Парфений назначен епископом во Владимир.
21 августа 1821 году в Московском Успенском соборе хиротонисан во епископа Владимирского и Суздальского. Чин хиротонии совершили архиепископ Московский Филарет (Дроздов), митрополит Иона (Василевский), архиепископы Пафнутий и Досифей (Пицхелаури) и епископ Дмитровский Афанасий (Телятьев).
25 декабря 1833 года возведён в сан архиепископа.
9 мая 1838 года, проезжая вечером мимо ямской церкви «в верстах трёх от города» Владимира, в которой венчались Александр Герцен и Наталья Захарьина, послал «своё архипастырское благословение и велел сказать, что он молится о вас».
В 1839 году по поручению Синода составил и вёл церемониал, сопровождавший перенесение праха князя Петра Багратиона из Владимирской губернии на Бородинское поле.
За 28 лет на Владимирской кафедре он привёл в блестящее состояние архиерейский дом и обеспечил его средствами содержания, заботился о приведении церквей в благолепный вид и о повышении нравственного уровня духовенства епархии.
25 февраля 1850 года назначен архиепископом Воронежским и Задонским.
Он был известным проповедником, многие его проповеди были изданы в печати.
Архиепископ Парфений скончался 5 августа 1853 года, от холерной эпидемии, в городе Воронеже и был погребён в Благовещенском соборе, с южной стороны, Митрофаниева монастыря.

## На Владимирской кафедре
Во второй половине сентября 1821 года Парфений отправился на место своего служения из Москвы через Троице-Сергиеву лавру и Спасо-Вифанский монастырь. По пути во Владимир посещал церкви епархии и Волосов монастырь. Встреча архиерея с паствой состоялась в Николо-Златовратской церкви, откуда они направилась в Успенский собор. У собора их встречали губернатор Петр Апраксин, ректор Владимирской семинарии Павел (Подлипский), соборное духовенство.
Основным направлением деятельности было улучшение материального и финансового положения епархии, в результате чего в 1850 году были увеличены доходы до 5000 рублей серебром. Было улучшено также состояние архиерейского дома и мельницы на реке Нерли, которая принадлежала епархии и приносила 2500 рублей серебром без учёта дохода от продажи разных сортов муки. Доход епархии приносило также подворье в Москве, сдаваемое в аренду за 2500 рублей серебром. Было улучшено делопроизводство в епархиальной консистории и материальное содержание служащих в ней, до 300 000 рублей увеличено содержание комитета бедных духовного звания.
При Парфении были отремонтированы несколько церквей во Владимире: Рождества Пресвятой Богородицы и Иоанна Богослова в Богородице-Рождественском монастыре, церковь Всех Святых в архиерейском доме, церковь Святой Троицы.
3—5 июля 1839 года Парфений по указу Синода участвовал в перенесении из села Симы тела Петра Багратиона для перезахоронения на Бородинское поле.
По воле Николая I были произведены улучшения в Дмитриевском соборе — убраны пристройки, обновлена кровля, открыты древние фрески на сводах, выполнено перезолоченье древнего креста. В дар собору в апреле 1845 года были переданы священные сосуды от Александра II. Все работы производились на ассигнованную императором сумму — почти 13 000 рублей. Отреставрированный собор был освящён архиепископом Парфением 24 августа 1847 года.
Парфений был инициатором создания новой серебренной раки для мощей князя Георгия в Успенском соборе, которая была сделана в 1852 году местным мастером серебряных дел Секериным на народные пожертвования за 2364 рублей. Вес раки составлял 2 пуда 20 золотников.
Для обозрения епархии Парфений (Чертков) совершал две поездки в год на длительные расстояния, был участником крестных ходов с Боголюбской иконой Божией Матери.
5 мая 1850 года, при назначении архиепископа в Воронежскую епархию, ректором Владимирской семинарии архимандритом Евфимием (Беликовым) был преподнесен образ иконы Владимирской Божией Матери в вызолоченной ризе, была совершена литургия в Успенском соборе с участием духовенства епархии. 9 мая архиепископ выехал из Владимира в Москву, где остановился на 5 дней в Чудовом монастыре, а 20 мая прибыл в Задонск, на новое место служения.

## На Воронежской кафедре
В период служения на кафедре архиепископом было собрано 50 000 рублей для бедных лиц духовного звания, произведен ремонт братского корпуса Митрофанова монастыря на личные пожертвования, 20 000 рублей. Было выделено 300 рублей ежегодно на обучение учащихся в Воронежском духовном училище.

## Болезни
С 1819 года у Парфения Черткова началось истощение сил. С 1821 года развивался ревматизм и геморрой, которые в 1827 году обострились и в 1828 году перешли в лихорадку. К ней впоследствии добавилось скорбутическое расстройство и желудочно-слизистая лихорадка. 5 мая 1851 года у архиепископа случился аполексическим ударом с потерей подвижности тела. 9 ноября 1851 года приступ повторился.
Среди его лечащих врачей в разное время были — Высотский, Макрус, Алякринский.

## Завещание
Согласно его завещанию личная библиотека была пожертвована в Воронежскую и Владимирскую семинарии. Помимо того, в Владимирскую семинарию были пожертвованы 250 рублей для помощи бедным. Наперсный крест с бриллиантами с золотой цепочкой и посох, 84 пробы с вензелем и украшениями, были проданы за общую сумму 419 рублей. 300 рублей были пожертвованы братии Митрофанова монастыря. 25 октября 1851 года также в монастырь были пожертвованы 500 рублей, на оплату издержек при своем погребении.

## Награды
- Наперсный крест с бриллиантами (27 ноября 1816)[1]
- Орден Святой Анны II степени (12 января 1818 года)[1]
- Орден Святой Анны I степени (4 сентября 1826 года)[1]
- Орден Святого Владимира II степени (1841)[1]
- Орден Святого Александра Невского (11 апреля 1848)[1]